# Carl Wexel
Karl Wexel, auch Carl Gottlieb Wexel, Pseudonym A. Haßwehr (geboren 1. März 1819 in Hannover; gestorben 6. April 1886 in Berlin) war ein deutscher Schriftsteller, Bühnenautor, Komiker, Theaterschauspieler und -regisseur.

## Leben

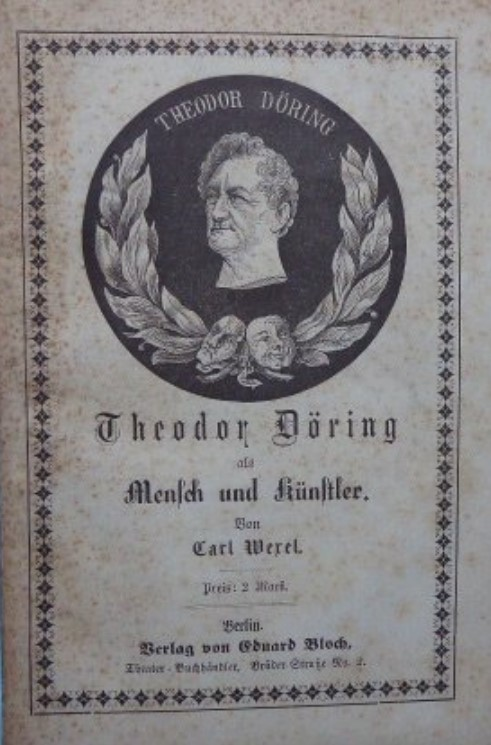
Titelblatt (Ausschnitt) des 1878 bei Eduard Bloch erschienenen Darstellung Wexels zu dem Schauspieler Theodor Döring

Carl Wexel war der Sohn des Grenadiers Bernhard Wexel und dessen Ehefrau Elisabeth geb. Ziegenmeyer. Er machte eine Ausbildung als Drucker, bevor er zum Theater wechselte. Bereits im Alter von etwa 15 Jahren wirkte er ab 1836 als Schauspieler in Düsseldorf und dort noch im ersten Jahr der Deutschen Revolution 1848/1849.
Weitere Engagements erhielt Wexel in Elberfeld, Köln, Riga, Königsberg sowie in Berlin bei dem Callenbach’schen Vaudeville-Theater von Carli Callenbach sowie beim Germaniatheater.
Zu Wechsels Autorenschaft zählen die Bearbeitung des Romans Das Geheimnis der alten Mamsell von Eugenie Marlitt 1865 für die Bühne. Aus demselben Jahr hat sich in der Universitätsbibliothek Thüringen ein handschriftlicher Brief Wexels an Friedrich Theodor von Vischer erhalten.
1868 war Wexel als Erster Komiker am Berliner Woltersdorff-Theater engagiert und verfasste im selben Jahr seinen Schwank Schofelmann und seine Pappenheimer.
1873 heiratete er in der Berliner Jerusalemkirche die 27 Jahre jüngere Louise Müller (1847–1936).
1874 war er am Berliner Königsstädtischen Theater als Schriftführer und Regisseur tätig, während seine Ehefrau Louise Wexel dort als Schauspielerin agierte.
Wexel starb 1886 im Alter von 67 Jahren in seiner Berliner Wohnung.

## Werke (Auswahl)
- Pöpüta, oder: Eine spanische Fliege: Schwank mit Gesang und Tanz in 1 Akt, dem Theater-Vereins-Büreau von C. Close zur Versendung übergeben, aus dem Spanischen übersetzt, Berlin: Schnellpressendruck E. Litfaß, Adlerstraße 6, 1853; Google-Books; Digitalisat
- Goethe’s Faust, in Bezug auf Scenerie und Bühnendarstellung, Breslau: Selbstverlag des Verfasser, 1857; Google-Books
- Soll und Haben. Schauspiel in 5 Akten nach dem gleichnamigen Roman von G. Freytag, 1859[1]
- Schofelmann und seine Pappenheimer. Leiden und Freuden eines Schauspieldirectors, Irrfahrten, Kreuz- und Querzüge, Ränke und Schwänke wandernder Comödianten, Berlin: Verlag von R. Wegener, 1868; Google-Books
- Carl Wexel, Rhingulph Wegener: Montecchi und Capuletti oder: Die Reise nach Constantinopel. Genrebild in 5 Akten nach Fritz Reuter ... (etc.), Berlin: Druck von U. J. Obst, Adlerstraße 14, 1869; Google-Books
- August Conradi, Carl Wexel, Rhingulph Wegener: Ein Gelehrter des Kladderadatsch. Original-Posse mit Gesang in 5 Akten, 1869
- Carl Wexel, E. J. Müller: Des Lorle’s Reinhard, oder Dreißig Jahre später. Fortsetzung von: Dorf und Stadt. Schauspiel in 4 Akten, mit freier Benutzung des Romans von Berthold Auerbach: Nach dreißig Jahren, 1870
- Carl Wexel, Fritz Reuter, Rhingulf Eduard Wegener: Aus der Franzosenzeit: komisches Zeitbild in 4 Akten, 1870
- C. Wexel, F. Bruno (Text), Musik von Rudolf Bial: Ein Soldat: Singspiel in einem Act. Am Wallner-Theater in Berlin mit entschiedenem Beifall gegeben, Berlin: Bittner 1871; Digitalisat
- Carl Wexel, E. Werner: Ein Held der Feder. Schauspiel in 5 Acten, 1872
- Der Loder vom Lindhamerhof. Ländliches Charactergemälde in 2 Abtheilungen und 4 Acten nach Hermann Schmidt’s Erzählung in der Gartenlaube. Gleichzeitiges Repertoire-Stück des Réunion-Theaters und des Varieté-Theaters in Berlin, Berlin: Druck von R. Bittner, Leipzigerstraße 107, 1873; Google-Books
- Carl Wexel, Berthold Auerbach: Das Landhaus am Rhein. Schauspiel in 5 Akten nach Berthold Auerbach’s Roman ..., Berlin: Druck von R. Bittner, Leipziger Straße 107, 1874; Google-Books
- Karl Wexel, Karl von Holtei: Die weiblichen Drillinge. Schwank mit Gesang in 1 Act, 1875
- Schutt und Trümmer, 1877[2]
- Theodor Döring als Mensch und Künstler. Blätter der Erinnerung, 1878; Digitalisat
- Licht und Schatten, 1882[2]
- Der Herr Professor. Schwank in 1 Akt. Mit freier Benutzung einer Lebrunschen Idee, 1888

posthum:
- Carl Wexel, Rhingulf Eduard Wegener: Onkel Bräsig. Lebensbild in 5 Akten nach Fritz Reuter’s „Stromtid“, Berlin: Schiller-Theater; Wallner-Theater, 1918

Bühnenbearbeitung:
- Das Geheimnis der alten Mamsell nach E. Marlitt[2]